# Simulium emiliae
Simulium emiliae är en tvåvingeart som först beskrevs av Rubtsov 1976.  Simulium emiliae ingår i släktet Simulium och familjen knott.
Artens utbredningsområde är Tadzjikistan. Inga underarter finns listade i Catalogue of Life.